# Roquefort-les-Cascades
Roquefort-les-Cascades är en kommun i departementet Ariège i regionen Occitanien i södra Frankrike. Kommunen ligger  i kantonen Lavelanet som ligger i arrondissementet Foix. År 2022 hade Roquefort-les-Cascades 83 invånare.

## Befolkningsutveckling
Antalet invånare i kommunen Roquefort-les-Cascades
Referens: INSEE